# Tortula nevadensis
Tortula nevadensis là một loài Rêu trong họ Pottiaceae. Loài này được (Cardot & Thér.) R.H. Zander miêu tả khoa học đầu tiên năm 1993.